# Visual Basic Script
VBScript (abreviació de Visual Basic Scripting Edition) és un llenguatge interpretat pel Windows Scripting Host de Microsoft. La seva sintaxi reflecteix el seu origen com a variació del llenguatge de programació Visual Basic.